# Novo Konysko
Novo Konysko (en macédonien Ново Коњско) est un village du sud-est de la Macédoine du Nord, situé dans la municipalité de Guevgueliya. Le village comptait 136 habitants en 2002.

## Démographie
Lors du recensement de 2002, le village comptait :
- Macédoniens : 134
- Serbes : 2